# Dlhé Stráže
Dlhé Stráže és un poble i municipi d'Eslovàquia. Es troba a la regió de Prešov, al nord del país.

## Història
La primera referència escrita de la vila data del 1278.

## Demografia
| Godina             | 1994 | 2004    | 2014    | 2024   |
| ------------------ | ---- | ------- | ------- | ------ |
| Nombre de persones | 439  | 503     | 564     | 618    |
| Diferència         |      | +14,57% | +12,12% | +9,57% |

| Godina             | 2023 | 2024   |
| ------------------ | ---- | ------ |
| Nombre de persones | 613  | 618    |
| Diferència         |      | +0,81% |